# ポメラペ山
ポメラペ山 (スペイン語: Volcán Pomerape) は、チリ北部とボリビア（オルロ県、サハマ・プロビンシア）の境界にある成層火山である。山は、南のパリナコータ山と共に、ネバドス・デ・パジャチャタ火山帯の一部である。更新世の火山である。
この火山の登山は、アルペン階級AD、積雪/斜面でときどき50+となる。キャンプは、標高5,300メートル (17,390 ft)の、パリナコータ山とポメラペ山の間にある鞍部で設営することができる。ペニテンテ（高い氷木）ができる季節には、登山が物理的に不可能になる。